# شدیددوست

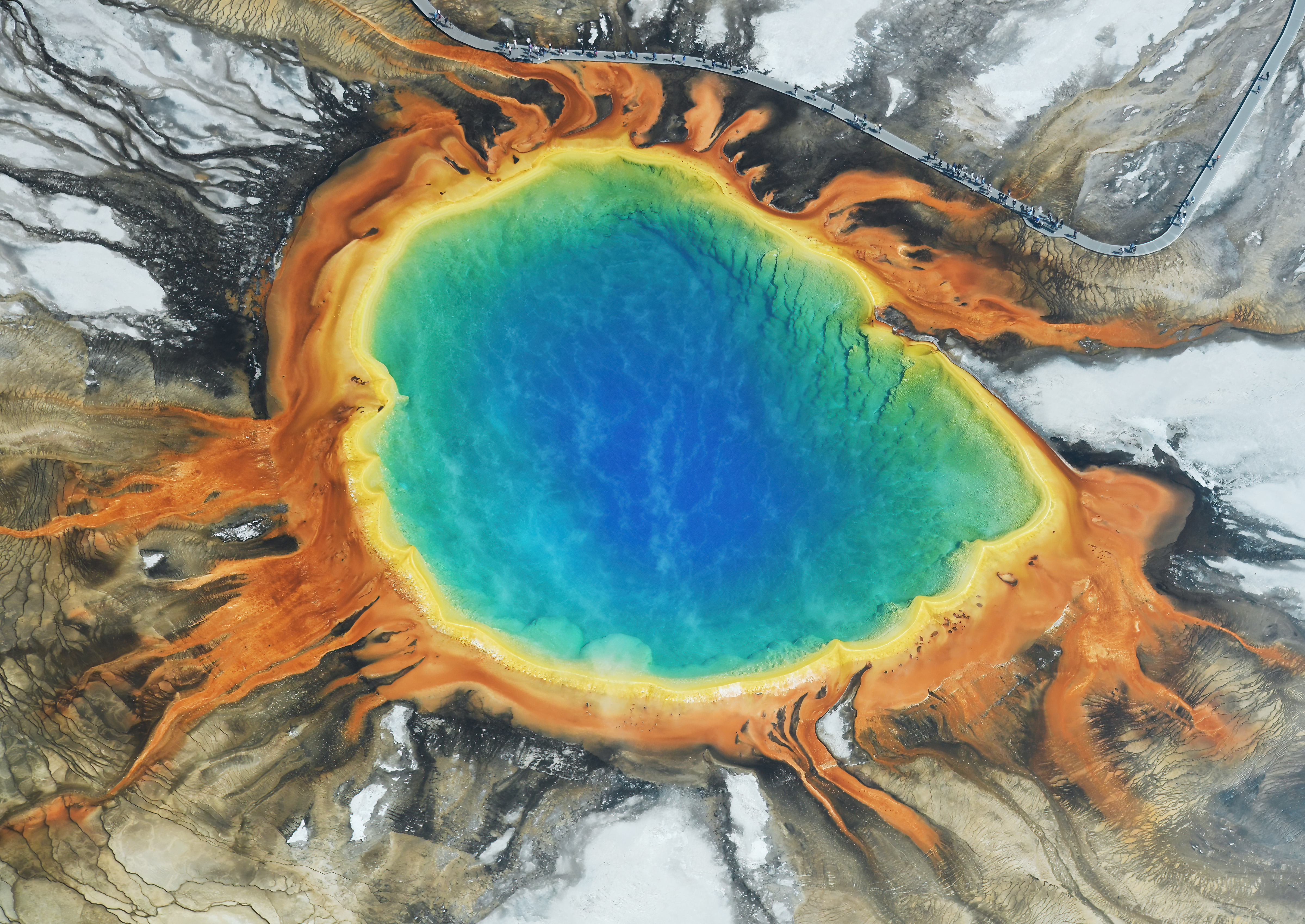
بعضی از رنگ‌های حوضچه‌های آب‌گرم را گرمادوست‌ها ایجاد می‌کنند.

جانور شدیددوست (یا فرین‌دوست) یا اکستریموفیل (به انگلیسی: Extremophile) به گروهی از ارگانیسم‌ها گفته می‌شود که در محیط‌های خشن و شدید فیزیکی یا شیمیایی - که عموماً بیشتر انواع زیست در آنها ناممکن است - زندگی می‌کنند. هریک از کهن‌باکتری‌هایی که تمایل به زندگی در محیطی خاص با دما و نمک زیاد داشته باشد را نیز شدیددوست می‌گویند.
در مقابلِ گروه شدیددوست، میانه‌دوست‌ها قرار دارند که در محیط‌های معتدل زندگی می‌کنند.

## ویژگی‌ها
در سال‌های ۱۹۸۰ و ۱۹۹۰، زیست‌شناسان دریافتند که حیات میکروبی انعطاف‌پذیریِ شگفت‌انگیزی برای زنده‌ماندن در محیط‌های افراطی - حفره‌هایی که فوق‌العاده گرم، یا اسیدی، مثلاً در جاهایی که برای موجودات پیچیده‌تر کاملاً ناسازگار و ناممکن است. برخی از دانشمندان حتی به‌این نتیجه رسیدند که زندگی بر زمین ممکن است در دهانه‌های گرمابی دور زیر سطح اقیانوس‌ها آغاز شده باشد.